# Amsterdams parfum
Amsterdams parfum is een Nederlandstalig lied vertolkt door Jenny Arean. Het wordt gekenmerkt door de zinsnede Mijn eigen stinkstad aan het IJ.

## 1992
Arean kwam zelf met het idee voor de tekst voor haar programma De dame zet zich schrap. Ze had haar ideeën gezonden naar tekstschrijver Willem Wilmink, maar die raakte in haar ogen niet de kern van de zaak; ze vond het te nostalgisch. Daarop raadpleegde ze Jan Boerstoel wel met de mededeling dat ze eerder al Wilmink had ingeschakeld. De versie van Jan Boerstoel paste haar beter. Arean gebruikte als basis haar eigen herinneringen. Amsterdam kende als industrie- en grachtenstad bij bepaalde windrichtingen verspreide luchtjes, soms over de hele stad, soms wijkgebonden. Ze stipte er een aantal aan: cacaolucht langs de Amstel van Blooker (wijkgebonden in Amsterdam-Zuid), Maggi en Boldoot (Amsterdam-West), Heineken (De Pijp) en de kolendampen bij koud weer uit de kolenkachels van onder meer woonboten (hele stad). Een ander opmerkelijk luchtje werd gevonden tijdens het doorspoelen van het water in de grachten met “schoon water” uit het IJ. De tekst verwijst naar een centraal thema in de stad, in dit geval "het is een stinkstad, maar wel mijn (onze) stinkstad". Martin van Dijk schreef de muziek onder de tekst. 
Het nummer werd zover bekend niet als single uitgegeven. Wel verscheen het op het album Iemand moet het doen (Mercury Records 518909); die titel was ontleend aan het gelijknamige lied uit dezelfde show waarmee Arean, Boerstoel en Van Dijk de Annie M.G. Schmidt-prijs wonnen. Het lied kwam terug in 't Vrije Schaep, theatershow Gedeelde smart met Brigitte Kaandorp en in januari 2025 zingt ze het in het Concertgebouw. 

## 2024
In 2024 riep Het Parool lezers op om hun herinneringen weer te geven over die industriële luchtjes in de stad. Even later werd bekend dat het lied uit 125 inzendingen was verkozen als één van de tien beste liedjes geschreven en gezongen over Amsterdam. De “wedstrijd” was uitgeschreven in het kader van Amsterdam 750 jaar. De jury bestond uit wethouder Touria Meliani (voorzitter) en juryleden Orville Breeveld (namens medeorganisator Concertgebouw, Peter van Brummelen (namens medeorganisator Het Parool), Joris Nassenstein (Concertgebouw), en Elmer. Op 29 januari 2025 is het mooiste Amsterdamse lied gekozen. Het lied Aan de Amsterdamse grachten werd deze dag verkozen tot het mooiste lied over Amsterdam. Het lied won met een ruime voorsprong een poll van Het Concertgebouw en Het Parool. Daarin werden 4500 stemmen uitgebracht. Meer dan een kwart, 28 procent, ging naar Aan de Amsterdamse grachten.
1. ↑  Amsterdammers kiezen Aan de Amsterdamse grachten als mooiste nummer over Amsterdam 29 januari 2025, nos.nl